# Popiwka (rejon mirhorodzki)
Popiwka (ukr. Попівка) – wieś na Ukrainie, w obwodzie połtawskim, w rejonie mirhorodzkim, w hromadzie Komysznia. W 2001 liczyła 2306 mieszkańców, wśród których 2277 wskazało jako ojczysty język ukraiński, 24 rosyjski, 1 mołdawski, 2 białoruski, a 2 inny.